# (17212) 2000 AV183
A (17212) 2000 AV183 egy kisbolygó a Naprendszerben. A LINEAR projekt keretében fedezték fel 2000. január 7-én.